# Arthur Lee (muzyk)
Arthur Lee, właśc. Artur Porter Taylor (ur. 7 marca 1945 w Memphis, zm. 3 sierpnia 2006 tamże) – amerykański muzyk rockowy, pionier psychodelicznego rocka; wokalista, twórca piosenek i gitarzysta, lider grupy Love.

## Życiorys
Urodził się w Memphis. W wieku 5 lat przeniósł się z rodziną do Los Angeles. W roku 1965 założył grupę rockową Love, z którą był związany do 1969 roku, późniejsze projekty Lee wraz z Love i próby wspólnego zaistnienia na rynku, były już tylko incydentalne. Największym sukcesem artysty było nagranie z Love płyty Forever Changes, wydanej w listopadzie 1967 roku, która została oceniona przez krytyków za jeden z najbardziej wpływowych albumów wszech czasów. Album znalazł się na 40. miejscu 500 najlepszych albumów w rankingu magazynu Rolling Stone w 2003 roku. W 1972 roku nagrał solową płytę Vindicator.
W 1996 roku został aresztowany za strzelanie z pistoletu w powietrze podczas kłótni z sąsiadem i skazany za nielegalne posiadanie broni palnej na okres od 8 do 12 lat. 12 grudnia 2001 Lee został zwolniony z więzienia, po odsiedzeniu sześciu lat pierwotnego wyroku.
Na początku 2006 roku u Lee zdiagnozowano ostrą białaczkę. Mimo intensywnego leczenia, w tym trzy chemioterapie i przeszczepy szpiku kostnego przy użyciu komórek macierzystych z pępowiny, zmarł 3 sierpnia 2006 w Memphis, w Methodist University Hospital z żoną u boku.
Jego kompozycja „Everybody’s Gotta Live” w wersji solowej z płyty Vindicator została wykorzystana w filmie  prod. Francja – Wielka Brytania z 2016 roku pt. Jutro będziemy szczęśliwi w reżyserii Hugo Géllina i ta sama piosenka w wykonaniu Arthura Lee z zespołem Love została użyta w filmie Jojo Rabbit z 2019 roku w reżyserii Taika Waititi.

## Dyskografia
albumy solowe
- Everybody Jerk (1964, Del-Fi)
- Vindicator (1972, A&M)
- Arthur Lee (1981, AMG Track Picks)
- Live in Liverpool (2000, Viper)
- Live in Paris 1992 (2009, Last Call)
- Forever Changes Tour: Liverpool Jan 2003 (2009, Viper)

albumy z Love
- Love (1966, Elektra)
- Da Capo (1967, Elektra, Rhino)
- Forever Changes (1967, Elektra, Rhino)
- Four Sail (1969, Elektra)
- Out Here (1969, Blue Thumb (USA), Harvest (UK))
- False Start (1970, Blue Thumb (USA), Harvest (UK))
- Reel to Real (1975, RSO)
- Love Live (1982, Rhino)
- Studio/Live (1982, One Way)
- Electrically Speaking (2001, Yeaah)
- Five String Serenade (2002, Naïve)
- The Forever Changes Concert (2003, Snapper)
- Love Lost (2009, Sundazed)
- Black Beauty (2011, High Moon)